# Catocala persimilis
Catocala persimilis là một loài bướm đêm thuộc họ Erebidae. Nó được tìm thấy ở miền tây Ấn Độ.